# يو إس إس جورج واشنطن (CVN - 73)
يو إس إس جورج واشنطن (CVN - 73):حاملة طائرات أمريكية تابعة لبحرية الولايات المتحدة و مسماة على اسم الرئيس الأمريكي الأول جورج واشطن. و هي قيد الخدمة وترسو حالياً في اليابان كجزء لمعاهدة حماية اليابان والتي هي مسؤلية الولايات المتحدة.

## التاريخ
تم إطلاقها بتاريخ في 4 تموز سنة 1992 و قد شاركت أو كادت أن تشارك في عدة عمليات منها عام 1994 عندما هددت الولايات المتحدة العراق بعواقب غزو الكويت مرة أخرى فأبحرت حاملة الطائرات يو إس إس جورج واشنطن تجاه الخليج العربي و لكن قبل ان تصل إلى الخليج وبينما هي في البحر الأحمر تراجع العراق عن قراره وسحب قواته من على الحدود.
و قد شاركت هذه الحاملة في عملية حفظ السلام في البوسنة عام 1996 كما أنها ابحرت في الخليج العربي لتعلن سيطرتها وهيمنتها على مجريات الأمور هناك عام 1997 لتجبر العراق بالسماح لمفتشى الامم المتحدة للتفتيش عن أسلحة الدمار الشامل. و قد عادت هذه الحاملة نفس الموقف عام 2000 في الخليج العربي وقد شاركت في حرب العراق عام 2003